# Gran Via del Marqués del Túria
La Gran Via del Marqués del Túria és una via urbana de València, situada entre l'avinguda d'Aragó (a través del Pont d'Aragó) i l'avinguda de Germanies. També fita amb l'avinguda del Regne de València, el passeig de la Ciutadella i l'avinguda de Jacinto Benavente. Aquesta avinguda pren el nom del Marquesat del Túria, títol atorgat el 1909 a Tomás Trénor i Palavicino. Durant la Guerra Civil (1936-39), fou batejada amb el nom d'Avinguda Buenaventura Durruti, en honor de l'anarcosindicalista català. En l'actualitat s'hi construeix una línia de metro (vegeu Línia 2 de Metro de València). Al cap de la Gran Via trobem la plaça de Cànovas. L'avinguda divideix el barri del Pla del Remei del de l'Eixample.

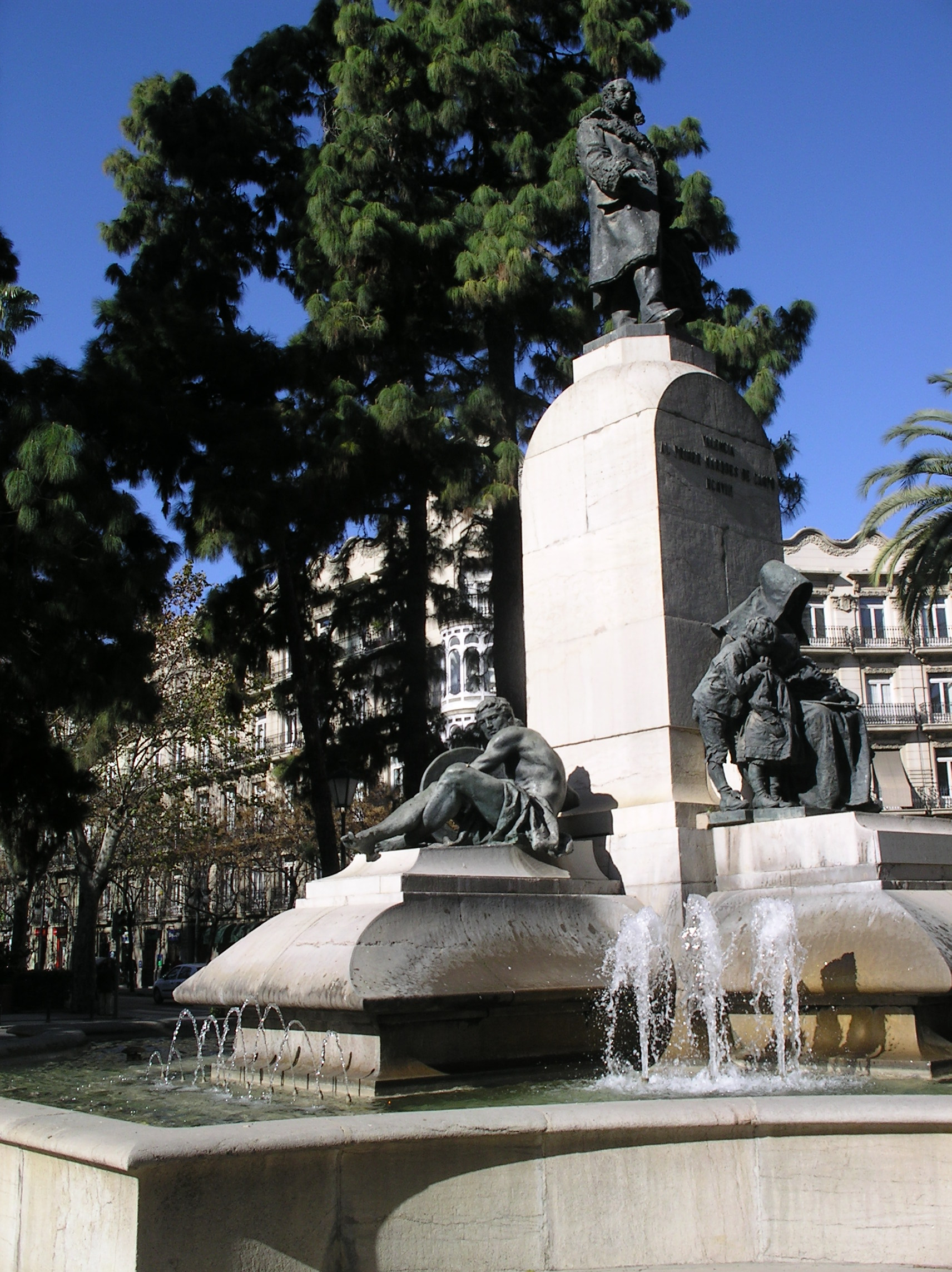
Plaça de Cànovas.